# جغدک سینه‌حنایی
جغدک سینه‌سرخ یا جغدک سینه‌حنایی (نام علمی: Glaucidium tephronotum) گونه‌ای از جغدهای خانواده Strigidae است که بومی جنگل‌های بارانی گرمسیری آفریقا است. عادت و رفتار آن ناشناخته است.